# Tadeusz Borowski (aktor)
Tadeusz Jerzy Borowski (ur. 9 lipca 1941 w Warszawie, zm. 3 marca 2022 tamże) – polski aktor i lektor. Wieloletni członek Stowarzyszenia Filmowców Polskich.

## Wczesne lata
Wychowywał się na warszawskim Powiślu. W dzieciństwie marzył, by być strażakiem, a matka chciała, żeby został księdzem. W młodości pływał, jeździł konno i trenował szermierkę. Przez dwa lata trenował boks i w wieku 16 lat został mistrzem Warszawy. Uczęszczał do XXVII Liceum Ogólnokształcącego im. Tadeusza Czackiego, następnie rozpoczął studia na Wydziale Aktorskim stołecznej Państwowej Wyższej Szkoły Teatralnej, gdzie jego wykładowcami aktorstwa byli Aleksander Bardini i Jan Kreczmar. Jego rolą dyplomową był Malvolio w Szekspirowskiej komedii Wieczór Trzech Króli. Na ostatnim roku studiów wystąpił jako pastor Kimball i żebrak w musicalu Opera za trzy grosze Bertolta Brechta w reż. Aleksandra Bardiniego. Studia ukończył z wyróżnieniem w 1963.

## Kariera sceniczna
W 1962 zadebiutował na scenie Teatru Narodowego jako dworzanin w komedii Aleksandra hr. Fredry Zemsta w reż. Ewy Bonackiej. W 1963 Ali Bunsch zaangażował go do Teatru Wybrzeże w Gdańsku, co wkrótce potem zostało zatwierdzone przez dyrektora teatru, Jerzego Golińskiego. W latach 1963–1966 w gdańskim Teatrze Wybrzeże zagrał ponad 28 ról, z czego połowę stanowiły nagłe zastępstwa, w tym służącego Ździebełko i Harpagona (w zastępstwie za chorego Zenona Burzyńskiego) w komedii Skąpiec Moliera (1963) w reż. Kazimierza Brauna, Wengierowicza – syna w Ten wariat Płatonow Antoniego Czechowa (1964) w reż. Jerzego Golińskiego, górala w wodewilu Cud mniemany, czyli Krakowiacy i Górale z muzyką Jana Stefaniego do libretta Wojciecha Bogusławskiego (1964) w reż. Jerzego Golińskiego, Agustina w Komu bije dzwon Ernesta Hemingwaya (1964) w reż. Jerzego Golińskiego, narratora w Śmierci gubernatora Leona Kruczkowskiego (1964) w reż. Kazimierza Brauna, zamachowca w Królu IV Stanisława Grochowiaka (1964) w reż. Piotra Paradowskiego, Nicka w Kto się boi Virginii Woolf? Edwarda Albee’ego (1965) w reż. Jerzego Golińskiego, Teklińskiego w Ktoś nowy Marka Domańskiego (1965) w reż. Jerzego Golińskiego, Schweizerkasa w Matce Courage i jej dzieciach Bertolta Brechta (1966) w reż. Jerzego Golińskiego, Zenona Isauryjczyka w Romulusie Wielkim Friedricha Dürrenmatta (1966) w reż. Piotra Paradowskiego, Pierwszego Radnego w dramacie Jan Maciej Karol Wścieklica (1966) Witkacego w reż. Zbigniewa Bogdańskiego oraz pisarza i porucznika von Rutty w Namiestniku Rolfa Hochhutha (1966) w reż. Jerzego Golińskiego.
W 1966 został zaangażowany przez Kazimierza Dejmka do warszawskiego Teatru Narodowego, gdzie został obsadzony w roli wieśniaka w komedii Fredrowskiej Nowy Don Kiszot, czyli sto szaleństw (1966) w reż. Józefa Wyszomirskiego, sztuce Tadeusza Różewicza Wyszedł z domu (1966) w reż. Wandy Laskowskiej, jako Akast w komedii Moliera Mizantrop (1967) w reż. Henryka Szletyńskiego, w roli młodzieńca w Kordianie Juliusza Słowackiego (1967) w reż. Dejmka, w roli młodzieńca na balu, diabła i Jana w Dziadach Adama Mickiewicza (1967) w reż. Dejmka, Lyzandera w komedii szekspirowskiej Sen nocy letniej (1968) w reż. Wandy Laskowskiej, w roli rzemieślnika w Nie-Boskiej komedii Zygmunta Krasińskiego (1969) w reż. Adama Hanuszkiewicza i Jegomościa w Świętej Joannie George’a Bernarda Shawa (1969) w reż. Hanuszkiewicza. W 1969 na znak buntu przeciwko odwołaniu z Narodowego Kazimierza Dejmka w rezultacie marcowej afery z mickiewiczowskimi Dziadami i w reakcji na powołanie na jego miejsce Hanuszkiewicza, w latach 1969–1970 związał się z Teatrem im. Juliusza Osterwy w Lublinie, gdzie zaproszenie dyrektora Kazimierza Brauna zagrał reżysera w Akcie przerwanym Tadeusza Różewicza (1970) i Lenina w Szóstym lipca Michała Szatrowa (1970). W latach 1970–1972 ponownie występował w Teatrze Narodowym w Warszawie. Od 1972 był związany z warszawskim Teatrem Ateneum im. Stefana Jaracza.

## Kariera ekranowa
Występował w Teatrze Telewizji, m.in. w Za kulisami Cypriana Kamila Norwida w reż. Kazimierza Brauna (1966), w Legendzie Stanisława Wyspiańskiego w reż. Lecha Wojciechowskiego (1967), w Śpiewie z pożogi Krzysztofa Kamila Baczyńskiego w reż. Krystyny Sznerr (1968), w Braciach Karamazow Fiodora Dostojewskiego w reż. Jerzego Krasowskiego (1969), Dwóch teatrach Jerzego Szaniawskiego w reż. Kazimierza Brauna (1972), w spektaklu Romeo i Julia Williama Szekspira w reż. Jerzego Gruzy (1974) oraz w Balu manekinów Brunona Jasieńskiego w reż. Janusza Warmińskiego (1979), w Indyku Sławomira Mrożka w reż. Macieja Wojtyszki (1990) i w roli szefa Policji w Królu Edypie Sofoklesa w reż. Gustawa Holoubka (2005). Brał udział w realizacjach Teatru Telewizji TVP dla najmłodszych widzów, m.in. w Bajkach pana Perrault w reż. Anette Olsen i Jerzego Sztwiertni (1974–1976) jako Kadet Rousselle.
W 1964 pojawił się po raz pierwszy na planie filmowym w epizodycznej roli uczestnika bójki na molo w dramacie psychologiczno–obyczajowym Zbigniewa Kuźmińskiego Banda. Pierwszą dużą i jednocześnie jedną z głównych ról doktora Adama Rawicza zagrał w dramacie psychologicznym Romana Załuskiego Kardiogram (1971). Był narratorem w polskiej wersji językowej radzieckiego serialu przygodowo-wojennego Siedemnaście mgnień wiosny (1974).

## Odznaczenia i nagrody
Odznaczony Srebrnym Krzyżem Zasługi (1978), Odznaką „Zasłużony Działacz Kultury” (1988) i Krzyżem Kawalerskim Orderu Odrodzenia Polski (2003).
W 1971 otrzymał wyróżnienie na XII Festiwalu Polskich Sztuk Współczesnych we Wrocławiu za rolę Mefista w sztuce Jerzego S. Sito Pasja Doktora Fausta w reż. Tadeusza Minca w Teatrze Narodowym w Warszawie. W 1977 został uhonorowany Nagrodą Państwową RFSRR za rolę Eugeniusza Truszczyńskiego w filmie Zapamiętaj imię swoje (1974) w reż. Siergieja Kołosowa.

## Śmierć
Zmarł 3 marca 2022 w Warszawie w wieku 80 lat. 24 marca 2022 został pochowany na cmentarzu parafialnym w Hornówku w gminie Izabelin.

## Filmografia
- Banda (1964) – uczestnik bójki na molo
- Kardiogram (1971) – doktor Adam Rawicz
- Na przełaj (1971) – Rysiek, brat Grażyny
- Zaraza (1971) – doktor Adam Rawicz
- Ogłoszenie matrymonialne (1972) – inżynier
- Z tamtej strony tęczy (1972) – lekarz, kolega Teresy
- Zniszczyć pirata (1972)
- Rozwód (Scheidungsprozess) (1973) – Janek
- Śledztwo (1973) – Gregory, inspektor Scotland Yardu
- Godzina za godziną (1974) – Paweł, przyjaciel Tadeusza, mąż Teresy
- Zapamiętaj imię swoje (1974) – Eugeniusz Truszczyński
- Dyrektorzy (serial telewizyjny) (1975) – Szymanek
- Jarosław Dąbrowski (1975) – Teofil, brat Jarosława
- Znaki szczególne (1976) – inżynier Zdzisław Rudnik, zastępca kierownika zakładu prefabrykacji
- Gdzie woda czysta i trawa zielona (1977) – sekretarz Kuriata
- Znak orła (serial telewizyjny) (1977) – rycerz Wincenty, starosta wielkopolski
- Pogrzeb świerszcza (1978) – Roman
- Wściekły (1979) – inżynier Rudnik
- Sekret Enigmy (1979) – Marian Rejewski
- Tajemnica Enigmy (serial telewizyjny) (1979) – Marian Rejewski
- Zielony ptak (Der Grüne Vogel) (1980)
- Misja (serial telewizyjny) (1980)
- Wielka majówka (1981) – inżynier wynalazca rozmawiający z Julkiem
- Blisko, coraz bliżej (serial telewizyjny) (1982–1986) – Kazimierz Borucki, mąż Anny
- Jeśli się odnajdziemy (1982) – Wojciech Brożyński, zastępca kierownika ośrodka
- 1944 (1984) (serial telewizyjny) (odc. 3. Jan)
- Rycerze i rabusie (serial telewizyjny) (1984) – Mikołaj Tarnowski
- Och, Karol (1985) – Tadek, kolega Karola
- Przyłbice i kaptury (serial telewizyjny) (1985) – Kuno von Lichtenstein
- Rajska jabłoń (1985) – lekarz Romana
- Maskarada (1986) – „odpowiedzialny”
- Brawo mistrzu (1987); film TV
- Modrzejewska (serial telewizyjny) (1989) – Siergiej S. Muchanow, mąż Marii Kalergis, prezes dyrekcji Warszawskich Teatrów Rządowych
- Maria Curie (Marie Curie, une femme honorable) (1990) – lekarz na froncie
- Koniec gry (1991) – psychoanalityk
- Jan Lechoń (1991) – narrator
- Kuchnia polska (serial telewizyjny) (1991–1993) – Stępiński, znajomy Biesiekierskich
- Zespół adwokacki (1994) – przewodniczący składu orzekającego w sprawie Malaka w Sądzie Apelacyjnym w Łodzi
- Młode wilki (1995) – inżynier Bukowski
- Milles, Les (1995) – architekt Bernard Zippert
- Ekstradycja 2 (serial telewizyjny) (1996) – bankowiec u „Bossa”
- Klan (serial telewizyjny) (1997–2010) – Stanisław Szajkowski, dyrektor Banku Północnego (2000)
- Królowa złodziei (1997) (Marion du faouet – chef de volerus) – Le Vicomte
- Ostatnia misja (1999) – pracownik „rent a car”
- M jak miłość (serial telewizyjny) (2001–2003, 2017) – 2 role: doktor Siemasz, lekarz w szpitalu w Gródku (odc. 32, 43, 44, 46, 48, 52, 61, 136), lekarz (odc. 1285, 1289, 1290, 1291)
- Chopin. Pragnienie miłości (2002) – doktor Sanchez
- Przedwiośnie (2002) – Józef Haller
- Samo życie (serial telewizyjny) (2002–2010) – Artur Kuźmiński, inspektor w Kuratorium Oświaty w Warszawie, przyjaciel Henryka Rowickiego
- Sfora: Bez litości (2002) – członek Rady Polityki Pieniężnej
- Sfora (serial telewizyjny) (2002) – członek Rady Polityki Pieniężnej
- Czwarta władza (serial telewizyjny) (2004)
- Dziupla Cezara (serial telewizyjny) (2004) – strażak
- Fałszerze – powrót Sfory (serial telewizyjny) (2006) – Bartels, prezes nadzoru bankowego
- Hania (2007) – ojciec Wojtka
- Barwy szczęścia (serial telewizyjny) (2007–2012, 2014–2015, 2018) – Karol, ojciec Marty
- Balladyna (The Bait) (2009) – doktor
- Na dobre i na złe (2011) – Julian Zapała, ojciec Przemka (odc. 448, 449)
- Ojciec Mateusz (2012, 2020) 2 role: profesor Adam Kotoński (odc. 103), January Sapalski (odc. 300, 301)
- Lekarze (2012–2014) – profesor Stanisław Mich
- Aż po sufit! (2015) – Tadeusz Treder, ojciec Joanny
- Ultraviolet (2017) – Karol Augustyn (odc.10)
- Komisarz Alex (2017) – Lorenzo Testi (odc.129)
- Blondynka (2018) – profesor Kubica (odc. 79, 88, 90)

## Dokumenty
- „Widzę Ciebie Warszawo sprzed laty...” (2000) – lektor
- Ułani, ułani... (1998) – lektor
- Czy musieli zginąć... (1997) – narrator
- Pierwszy ułan Drugiej Rzeczypospolitej (1994) – narrator
- Tadeusz Komorowski „Bór” (1994) – lektor
- Powrót Paderewskiego (1991) – narrator

## Polski dubbing
- Piraci z Karaibów: Zemsta Salazara (2017) – kapitan Toms
- Piękna i Bestia (2017)
- Lwia Straż (2016–2020) –

- Zazu (dialogi),
- Mjomba (odc. 18)

- Paddington (2015) – jeden z geografów
- Biegiem przez las (2012) – Dziadek
- Scooby Doo i miecz samuraja (2009) – Takagawa
- Byli sobie podróżnicy (druga wersja dubbingowa, 2009)
- Batman (2008) –

- ochroniarz (odc. 52),
- dr Matthew Thorne (odc. 53)

- Scooby Doo i śnieżny stwór (2007) – profesor
- Naruto (2007) –

- Hiruzen Sarutobi Trzeci Hokage,
- Manda,
- Senta,
- Hiashi Hyūga (odc. 79)

- Za linią wroga II: Oś zła (2007) – Weylon Armitage
- Ben 10 (wrzesien 2006) – Kraab (odc. 5)
- Lassie (2006) – McBane
- Było sobie życie (2006) –

- Szef z centrum chromosomów (odc. 1),
- jeden z neutrofilów (odc. 2),
- jeden z enzymów (odc. 2)

- Jan Paweł II (2006)
- Kim Kolwiek (2005–2007) – Dementor
- Oliver Twist (2005)
- Co nowego u Scooby’ego? (2004) – Starożytny (odc. 18)
- Kaczor Dodgers (2004–2006) –

- prezydent Kosmosu (odc. 3b),
- mistrz Moloch (odc. 37a)

- Król lew 3: Hakuna matata (2004) – Zazu
- Looney Tunes znowu w akcji (2004) – reżyser filmu z Batmanem
- Scooby Doo i meksykański potwór (2003) – duch Señora Otero
- Country Miśki (2003) – Elton John
- Nieustraszeni ratownicy (2002–2003) –

- Pierce (odc. 30b),
- dr Elder (odc. 31b)

- Dragon Ball Z: Fuzja (2002) – Hoi
- Dragon Ball Z: Atak smoka (2002) – Hoi
- Atomówki (2001) –

- Piaskowy Dziadek (odc. 17a),
- Majstersztyk (odc. 27a),
- policjant z Citiesville (odc. 28a)

- Scooby-Doo i oporny wilkołak (2000) –

- narrator,
- Dżyngis Kong

- Przygody Mikołaja (2000)
- Scooby i Scrappy Doo (2000) –

- jeden z braci Balton (odc. 22c),
- John Bitsy (odc. 25b),
- Mięśniak Melon (odc. 28b)

- Timon i Pumba (2000) – Zazu
- Muppety z kosmosu (1999) – lektor
- Walter Melon (1999–2000)
- Król lew II: Czas Simby (1999) – Zazu
- Dawno temu w trawie (1999) – Slim
- Flintstonowie (trzecia wersja dubbingowa, 1998)
- Trzy dni, aby wygrać (1998) – Teo
- Droopy, superdetektyw (1998) –

- tata (odc. 9),
- Rockfor (odc. 12)

- Conan – łowca przygód (1998) – narrator
- Star Trek: Voyager (1997) –

- Dereth (odc. 5),
- Lord Burleigh (odc. 13)

- Kot Billy (pierwsza wersja, 1997) – Pan Hubert
- Pinokio (1997) – świerszcz Pepe
- Freakazoid! (1997–1999) – narrator
- Król i ptak (1997) – Król Karol V + III = VIII + VIII = XVI
- 101 Dalmatyńczyków (1997) –

- kapitan policji,
- reporter z TV

- Tom i Jerry (1997) – król (odc. 111)
- Szczenięce lata Toma i Jerry’ego (1997) – narrator (odc. 48a, 48c, 49a)
- Richie milioner (1996) –

- dziennikarz,
- reporter

- Wieczór z muppetami (1996–1997)
- Opowieść wigilijna Myszki Miki (1996) –

- lektor,
- kwestujący na biednych #1 (Szczur z Przygód Ichaboda i Pana Ropucha)

- Dzieciaki do wynajęcia (1996) – Larry Keyvey
- Stinky i Jake przedstawiają (1996–1998) – Yves Karaluszak
- Toy Story (1996) –

- robot,
- dowództwo z reklamy,
- komentator sportowy

- Taz-Mania (pierwsza wersja dubbingowa, 1996) – Bull Aligator
- Nowe przygody Madeline (1996, 2002–2003) – narrator
- Objawienia w Fatimie (1996) – mer
- Myszka Miki i przyjaciele (1996–1997) –

- lektor,
- duch #4 (odc. 25c),
- sąsiad (odc. 43c),
- burmistrz miasteczka terroryzowanego przez Pete’a (odc. 47a),
- narrator (odc. 48c, 64c)
- juror (odc. 59a),
- konferansjer (odc. 59a),
- fotograf (odc. 59a)

- Mój sąsiad Totoro (pierwsza wersja dubbingowa, 1996) – lektor
- Bombik (1995) – narrator
- Aladyn (pierwsza wersja dubbingowa, 1995–1998) – lektor
- Albert, piąty muszkieter (1995–1996) – kardynał Richelieu
- Tex Avery przedstawia (1995) –

- narrator (odc. 4, 13),
- Kot, który nienawidził ludzi (odc. 30)

- Mała syrenka (pierwsza wersja dubbingowa, 1995) – ryba, która nienawidziła śmiechu (odc. 19)
- Przygody Myszki Miki i Kaczora Donalda (pierwsza wersja dubbingowa, 1994–1995) –

- lektor,
- narrator,
- wewnętrzny głos Donalda (odc. 5a)

- Król lew (1994) – Zazu
- Beethoven 2 (1994) – lektor
- Dzielny Agent Kaczor (pierwsza wersja dubbingowa, 1994) –

- lektor,
- Zakuty Dziób

- Tajemnica trzynastego wagonu (1994) – Głos spikera na stacji kolejowej w Hanowerze
- Tajna misja (1993–1994) – Neville Savage
- Wędrówka do domu (1993) – lektor
- Pan niania (1993) – lektor
- Tom i Jerry – Ale kino! (1993, pierwsza wersja dubbingowa) – lektor
- Kroniki młodego Indiany Jonesa (1993) –

- major Boucher (odc. 5),
- major Bilideau (odc. 8)

- Nowe przygody Kubusia Puchatka (1992–1993) –

- lektor (odc. 1-29, 32a, 34-36, 38-42, 47-50),
- Mieszkaniec osady Prosiaczków (odc. 5)

- Mahabharata (1992) – Wjasa
- Łebski Harry (1991–1998) –

- lektor,
- hycel (odc. 2a),
- strażnik (odc. 9b),
- kierownik sali (odc. 11a)

- Wesoła siódemka (1991–1992) – lektor
- Leśna rodzina (1991) –

- lektor (odc. 1-3),
- Leśniczy (odc. 1-3)

- Inspektor Gadżet (1991) – lektor (odc. 66-81)
- Kacze opowieści. Poszukiwacze zaginionej lampy (1991) – dżin
- Chip i Dale: Brygada RR (1991–1992) –

- lektor (odc. 7-15, 17-65),
- prezenter telewizyjny (odc. 22),
- prognostyk (odc. 52)

- Kacze opowieści (1991–1993) –

- lektor (odc. 1-7, 9-13, 15-23, 25, 27-100),
- detektyw Shedlock Jones (odc. 25),
- król Mung Ho (odc. 67),
- Wesoły Jack (odc. 71),
- Pulpon, członek bractwa Złotej Gęsi (odc. 79, 80)
- reporter programu „Otwarte studio” (odc. 87)

- Historie biblijne (pierwsza wersja dubbingowa, 1990)
- Bajarz (1990) – król (odc. 6)
- Wuzzle (1988) –

- lektor,
- narrator,
- Studnia Życzeń (odc. 8),
- konferansjer show Hipki (odc. 8)

- Smerfy (1988, 1993–1994) –

- druid (pierwsza wersja odc. 74),
- lektor (odc. 117-144, 148-153, 175-187, 189-202, 205-222)

- Tylko Manhattan (1988) – Cutter Amberville
- Odyseja (1987) – narrator
- Ostatnie dni Pompei (1987) – Arbaces
- Pustelnia parmeńska (1985) – narrator
- Lisek Vuk (1984) – narrator
- Hotel Polanów i jego goście (1983) – doktor Gottschling
- Krach operacji „Terror” (1983) –

- narrator,
- Saulski

- Czarodziejski kleks (1982) – ojciec
- Kasztany miłości (1974) – Luigi Vivarelli
- Siedemnaście mgnień wiosny (1974) – narrator